# Andiperla willinki
Andiperla willinki (лат.) — вид веснянок из семейства Gripopterygidae. Редкий вид, обитающий в Патагонии (Южная Америка). Andiperla willinki обитают в зоне ледников и способны переносить низкие температуры.
Первоописание вида произвёл в 1956 году Жак Обер, дав ему название в честь видного аргентинского энтомолога Абрахама Виллинка. Andiperla willinki были занесены в Красную книгу Аргентины. Некоторое время, ввиду отсутствия находок, вид считали вымершим, однако в 2001 и 2007 годах эти веснянки были вновь обнаружены на леднике Torres del Paine работавшими там съёмочными группами. Крылья и простые глазки отсутствуют. От близкого вида Andiperla morenensis отличается вентрально направленной острой долей по заднему краю 10 тергита брюшка (у Andiperla morenensis она направлена назад), и отсутствием эпипрокта.

## Особенности
Пожалуй, главной особенностью Патагонского дракона является наличие в кровеносной системе вещества на основе глицерина. Оно действует как антифриз для того, чтобы насекомое выживало в экстремально низкой температуре. Примечательно и то, что в первое время после рождения дракон является полностью прозрачным, потому тот становится трудно заметен в своей среде обитания. Глазки у Andiperla willinki отсутствуют, однако, вместо них есть сложные глаза. Также стоит заметить, что у этого насекомого не развиваются крылья, из-за чего те напоминают неотению.